# Pierre Huylebroeck
Pierre A. J. Huylebroeck (* 13. Oktober 1922 in Brüssel; † 16. März 1989 in Edegem) war ein belgischer Eisschnellläufer.
Huylebroeck nahm bei den Olympischen Winterspielen 1948 in St. Moritz an vier Läufen teil. Dabei lief er auf den 45. Platz über 1500 m, auf den 40. Rang über 500 m, auf den 30. Platz über 5000 m und auf den 12. Platz über 10.000 m. In den folgenden Jahren kam er bei der Mehrkampf-Weltmeisterschaft 1951 in Davos auf den 20. Platz im Großen Vierkampf und bei den Olympischen Winterspielen 1952 in Oslo auf den 35. Rang über 5000 m. Letztmals international startete er bei den Olympischen Winterspielen 1956 in Cortina d’Ampezzo, wobei er den Lauf über 1500 m vorzeitig beendete.

## Persönliche Bestleistungen
| Disziplin | Zeit        | Datum            | Ort        |
| --------- | ----------- | ---------------- | ---------- |
| 500 m     | 46,4 s      | 10. Februar 1951 | Davos      |
| 1500 m    | 2:27,3 min  | 3. Februar 1951  | Davos      |
| 3000 m    | 5:16,8 min  | 3. Februar 1951  | Davos      |
| 5000 m    | 9:00,9 min  | 3. Februar 1951  | Davos      |
| 10.000 m  | 19:54,8 min | 30. Januar 1948  | St. Moritz |